# Thea Sørbo
Thea Sørbo (28 maart 2003) is een voetbalspeelster uit Noorwegen. Ze speelt als verdediger voor FC Rosengård in de Damallsvenskan.

## Clubcarrière
Sørbo kwam als jeugdspeelster uit voor Nesoddens IF en Lyn. In 2019 maakte ze haar seniorendebuut en kwam ze negenmaal voor het tweede elftal van Lyn uit in de Noorse tweede divisie.
In 2020 verhuisde Sørbo naar Kolbotn Fotball, waarvoor ze haar debuut maakte in de Toppserien, het hoogste Noorse voetbalniveau. Nadat ze een basisplaats had bemachtigd, tekende Sørbo haar eerste profcontract bij Kolbotn tot augustus 2023.
Sorbø tekende op 9 januari 2023 een driejarig contract bij het Zweedse Hammarby IF. Op 6 juni van hetzelfde jaar won ze met Hammarby de Zweedse beker. Sørbo was basisspeelster in de finale die met 3-0 werd gewonnen van BK Häcken. Sørbo wist met haar club ook voor het eerst in 38 jaar landskampioen van Zweden te worden.
In augustus 2025 maakte Sørbo de overstap naar competitiegenoot FC Rosengård.

## Statistieken
| Seizoen | Club                 | Land      | Competitie       | Wedstrijden | Doelpunten |
| ------- | -------------------- | --------- | ---------------- | ----------- | ---------- |
| 2020    | Kolbotn IL           | Noorwegen | Toppserien       | 7           | 0          |
| 2021    | Kolbotn IL           | Noorwegen | Toppserien       | 16          | 0          |
| 2022    | Kolbotn IL           | Noorwegen | Toppserien       | 17          | 0          |
| 2023    | Hammarby IF          | Zweden    | Damallsvenskan   | 14          | 2          |
| 2024    | Hammarby IF          | Zweden    | Damallsvenskan   | 21          | 0          |
| 2024/25 | Costa Adeje Tenerife | Spanje    | Primera División | 13          | 0          |
| 2025    | FC Rosengård         | Zweden    | Damallsvenskan   | 0           | 0          |
| Totaal  | Totaal               | Totaal    | Totaal           | 88          | 2          |

Laatste update: 3 augustus 2025

## Interlandcarrière
Sørbo kwam als jeugdinternational van Noorwegen -19 uit op het EK 2022.
In november 2022 werd Sørbo voor het eerst opgeroepen voor het Noorse voetbalelftal. Ze maakte op 18 februari 2023 haar debuut door in te vallen in een met 0-2 verloren oefenwedstrijd tegen Denemarken.